# 骆店镇
骆店镇是中华人民共和国湖北省随州市广水市下辖的一个镇。
2014年2月，湖北省民政厅批复同意撤销骆店乡，设立骆店镇。

## 行政区划
骆店镇下辖以下村级行政区划单位：
骆店村、红桥村、三桥村、鲁班新村、团结村、远景村、石堰村、陡坡村、双塘村、塔塘村、草店村、灵山村、石何村、青堆村、东方村、联兴村、天保村、桥头村、联合村、社山村和杨楼村。